# 金山町 (山形縣)
金山町（日语：／ Kaneyama machi */?）是位於日本山形縣東北部的町，隸屬於最上郡。金山川流經城鎮中心並往南注入最上川，當地聚落多半分佈在河流沿岸。當地在江戶時代作為羽州街道的宿場町而繁榮，町內的街道與房屋仍保留著當時的景觀。現今金山町以金山杉的建材和加工品等而聞名。

## 地理
金山町地處新庄盆地北部的金山盆地内，周圍被海拔1000公尺以上的陡峭山脈包圍，聚落主要分佈在海拔150至200公尺的高地上，且多散布在多條河川的流域内。發源於神室山的金山川、上台川、中田春木川等河川流經町内。

### 氣候
因金山町地處盆地内，故夏季炎熱且冬季寒冷。根據統計，1991年至2020年金山町的年均溫約10.3℃，年降雨量則約2077.4毫米。受到日本海側的吹來的風影響，當地在冬季的降雪量相當大。11月上旬金山町便會開始降雪，每年的積雪量接近2公尺，一年之中積雪的日子大約是100天。

## 歷史
金山町在史書中最早的記載可追溯至天平9年 (737年) 的續日本記。當時記載金山地區作為大和王權的軍隊越過役内峠並進軍秋田時的基地。風土記當中則將金山稱為兼山城。位於金山町東部的神室山在正平20年 (1365年) 左右作為大峰山當山派修驗道的靈場而繁榮。
大永至天文年間 (1521至1555年)，當地作為鮭延氏的領地隸屬於仙北小野寺氏旗下的佐佐木氏。天正9年(1581年) ，出羽國國守最上義光攻破鮭延城，使佐佐木氏臣服並成爲最上氏的家臣。為了整備仙北地區，最上氏的家臣丹政直在當地興建金山城。元和8年 (1622年) 最上氏遭改易後，戶澤政盛加封出羽國的最上郡與村山郡共6萬石，並且入主新庄藩。此後戶澤氏統治當地約250年，直至明治4年 (1871年) 日本廢藩置縣為止。

## 交通
町内沒有鐵路通過。距離當地最近的新幹線車站是新庄站，最近的火出站則是JR東日本奧羽本線的真室川站、釜淵站與大瀧站。